# Down to Earth (Curiosity Killed the Cat)
Down to earth was de tweede single van Curiosity Killed the Cat. Het is afkomstig van hun album Keep your distance. Hun eerste single Misfit flopte aanvankelijk, maar zou later alsnog succesvol zijn. Down to earth bleef hun grootste hit in het Verenigd Koninkrijk. Het stond 18 weken genoteerd in de Britse Top 50, waarvan nummer 3 als hoogste notering. De single was er deels verantwoordelijk voor dat het bijbehorende album de eerste plaats haalde in de albumlijst.

## Hitnotering
Diezelfde verhoudingen gaven Nederland en België te zien.

### Nederlandse Top 40
| Positie: | 29 | 20 | 13 | 12 | 18 | 28 | uit |

### NederlandseSingle Top 100
| Positie: | 70 | 30 | 15 | 14 | 17 | 28 | 39 | 50 | 78 | 98 | 98 | uit |

### BelgischeBRT Top 30
| Positie: | 25 | 20 | uit |

### VlaamseUltratop 50
| Positie: | 37 | 27 | 24 | 27 | 29 | 34 | 36 | uit |

### NPO Radio 2 Top 2000
Down to Earth stond alleen in 2000 in de NPO Radio 2 Top 2000, op plek 1930.